# Biegi narciarskie na Zimowych Igrzyskach Olimpijskich 2006 – sztafeta sprinterska kobiet
Sztafeta sprinterska kobiet na Zimowych Igrzyskach Olimpijskich 2006 została rozegrana 14 lutego w Pragelato. Złoto wywalczyły Szwedki – Anna Dahlberg i Lina Andersson.

## Wyniki

### Półfinały
Półfinał 1
| Pozycja | Kraj       | Zawodniczki                            | Czas    | Uwagi |
| ------- | ---------- | -------------------------------------- | ------- | ----- |
| 1       | Finlandia  | Aino-Kaisa Saarinen Virpi Kuitunen     | 17:16.8 | Q     |
| 2       | Kanada     | Sara Renner Beckie Scott               | 17:19.3 | Q     |
| 3       | Włochy     | Arianna Follis Gabriella Paruzzi       | 17:32.6 | Q     |
| 4       | Japonia    | Madoka Natsumi Nobuko Fukuda           | 17:33.1 | Q     |
| 5       | Kazachstan | Oksana Jacka Jelena Kołomina           | 17:36.3 | Q     |
| 6       | Francja    | Élodie Bourgeois-Pin Aurélie Perrillat | 17:54.5 |       |
| 7       | Słowenia   | Vesna Fabjan Maja Benedičič            | 18:53.5 |       |
| 8       | Ukraina    | Maryna Łysohor Tetiana Zawalij         | 19:14.3 |       |

Półfinał 2
| Pozycja | Kraj              | Zawodniczki                               | Czas    | Uwagi |
| ------- | ----------------- | ----------------------------------------- | ------- | ----- |
| 1       | Norwegia          | Ella Gjømle Marit Bjørgen                 | 17:14.4 | Q     |
| 2       | Rosja             | Olga Roczewa Alona Sid´ko                 | 17:32.3 | Q     |
| 3       | Szwecja           | Anna Dahlberg Lina Andersson              | 17:33.5 | Q     |
| 4       | Niemcy            | Evi Sachenbacher-Stehle Viola Bauer       | 17:34.7 | Q     |
| 5       | Stany Zjednoczone | Wendy Kay Wagner Kikkan Randall           | 17:51.4 | Q     |
| 6       | Czechy            | Helena Balatková-Erbenová Kamila Rajdlová | 18:11.6 |       |
| 7       | Chiny             | Wang Chunli Jiang Chunli                  | 18:18.4 |       |
| 8       | Estonia           | Piret Pormeister Kaili Sirge              | 19:13.6 |       |

### Finał
| Pozycja | Kraj              | Zawodniczki                         | Czas    |
| ------- | ----------------- | ----------------------------------- | ------- |
|         | Szwecja           | Anna Dahlberg Lina Andersson        | 16:36.9 |
|         | Kanada            | Sara Renner Beckie Scott            | 16:37.5 |
|         | Finlandia         | Aino-Kaisa Saarinen Virpi Kuitunen  | 16:39.2 |
| 4       | Norwegia          | Ella Gjømle Marit Bjørgen           | 16:48.1 |
| 5       | Niemcy            | Evi Sachenbacher-Stehle Viola Bauer | 17:03.5 |
| 6       | Rosja             | Olga Roczewa Alona Sid´ko           | 17:08.5 |
| 7       | Włochy            | Arianna Follis Gabriella Paruzzi    | 17:24.8 |
| 8       | Japonia           | Madoka Natsumi Nobuko Fukuda        | 17:27.6 |
| 9       | Kazachstan        | Oksana Jacka Jelena Kołomina        | 17:42.8 |
| 10      | Stany Zjednoczone | Wendy Kay Wagner Kikkan Randall     | 18:06.9 |